# Biroia santoshae
Biroia santoshae är en stekelart som först beskrevs av Bhat och Gupta 1977.  Biroia santoshae ingår i släktet Biroia och familjen bracksteklar. Inga underarter finns listade.